# Aspitates citraria
Aspitates citraria är en fjärilsart som beskrevs av Jacob Hübner 1826. Aspitates citraria ingår i släktet Aspitates och familjen mätare. Inga underarter finns listade i Catalogue of Life.